# 拟木香
拟木香（学名：Rosa banksiopsis）为蔷薇科蔷薇属下的一个种。

## 扩展阅读
- 維基物種上的相關：拟木香